# جاك هنتر (لاعب كرة قدم)
جاك هنتر (بالإنجليزية: Jack Hunter)‏ هو لاعب كرة قدم بريطاني (وحمل سابقاً جنسية المملكة المتحدة لبريطانيا العظمى وأيرلندا) في مركز الدفاع، ولد في 1852 في شفيلد في المملكة المتحدة، وتوفي في 9 أبريل 1903. شارك مع منتخب إنجلترا لكرة القدم. أما مع النوادي، فقد لعب مع بلاكبيرن روفرز وشيفيلد وينزداي وBlackburn Olympic F.C. ‏.

## وصلات خارجية
- جاك هنتر على موقع قاعدة بيانات كرة القدم.إي يو (الإنجليزية)
- جاك هنتر على موقع قاعدة بيانات كرة القدم.إي يو (الإنجليزية)
- جاك هنتر على موقع ناشيونال فوتبول تيمز (الإنجليزية)